# イン・マイ・ライフ (ジョージ・マーティンのアルバム)
『イン・マイ・ライフ』（In My Life）は、1998年にジョージ・マーティンの名義で発表されたコンピレーション・アルバム。マーティンが息子のジャイルズ・マーティンと共同プロデュースした作品であり、彼は指揮とオーケストレーションも担当した。
収録曲のほとんどは、かつて彼がプロデュースしたビートルズの曲のカバーだが、映画『イエロー・サブマリン』（1968年）の為に彼が作曲したインストゥルメンタルの再演も含まれている。
日本盤CDには、BONNIE PINKによる「ブラックバード」のカバーが追加収録された。BONNIE PINKのレコーディングはロンドンで行われた。

## 反響
マーティンの母国イギリスでは、1998年4月4日付の全英アルバムチャートに6位で初登場し、その後一度トップ10から落ちるが、4月25日付で再浮上して最高5位に達した。ニュージーランドでは、5月17日付のアルバム・チャートで初登場3位となり、3週連続でトップ10入りした。
本作で「ア・デイ・イン・ザ・ライフ」を演奏したジェフ・ベックはライブでも同曲を披露しており、2008年にリリースされたライブ・アルバム『ライヴ・ベック3〜ライヴ・アット・ロニー・スコッツ・クラブ』に収録された音源は、第52回グラミー賞の最優秀ロック・インストゥルメンタル・パフォーマンス賞を受賞した。

## 収録曲
特記なき楽曲はレノン＝マッカートニー作。
1. カム・トゥゲザー - Come Together（ロビン・ウィリアムズ&ボビー・マクファーリン） - 4:37
2. ビートルズがやって来るヤァ!ヤァ!ヤァ! - A Hard Day's Night（ゴールディ・ホーン） - 3:24
3. ア・デイ・イン・ザ・ライフ - A Day in the Life（ジェフ・ベック） - 4:41
4. ヒア・ゼア・アンド・エヴリホエア - Here, There and Everywhere（セリーヌ・ディオン） - 3:18
5. ビコーズ - Because（ヴァネッサ・メイ） - 3:16
6. アイ・アム・ザ・ウォルラス - I Am the Walrus（ジム・キャリー） - 4:29
7. ヒア・カムズ・ザ・サン - Here Comes the Sun（ジョン・ウィリアムス） - 3:29
  - 作詞・作曲：ジョージ・ハリスン
8. ブラックバード - Blackbird（BONNIE PINK） - 2:17
  - 日本盤ボーナス・トラック
9. ビーイング・フォー・ザ・ベネフィット・オブ・ミスター・カイト - Being for the Benefit of Mr. Kite!（ビリー・コノリー） - 2:58
10. ペパーランド・スイート - The Pepperland Suite（ジョージ・マーティン） - 6:18
  - 作曲：ジョージ・マーティン
  - アルバム『イエロー・サブマリン』（1969年）に収録されていたインストゥルメンタル「ペパーランド」「マーチ・オブ・ミーニーズ」「シー・オブ・モンスターズ」をメドレーで再演したもの。
11. ゴールデン・スランバー、キャリー・ザット・ウェイト、ジ・エンド - Golden Slumbers / Carry That Weight / The End（フィル・コリンズ） - 5:38
12. フレンズ&ラヴァーズ - Friends and Lovers（ジョージ・マーティン） - 2:24
  - 作曲：ジョージ・マーティン
13. イン・マイ・ライフ - In My Life（ショーン・コネリー） - 2:29